# El Semillero
El Semillero est une ville de l'Uruguay située dans le département de Colonia. Sa population est de 523 habitants.

## Population
| Année | Population |
| ----- | ---------- |
| 1963  | 271        |
| 1975  | 342        |
| 1985  | 468        |
| 1996  | 375        |
| 2004  | 523        |

Référence,: